# Слаткаристика
Марко Маринкович (на македонска литературна норма: Марко Маринковиќ), или по-известен като Слаткаристика, е рап и хип-хоп изпълнител от Северна Македония.

## Биография
Роден е на 15 август 1986 година в Скопие, Северна Македония. Започва да пише текстове на 11-годишна възраст, а 2 години по-късно създава първата си група „Единствена опција“. През 2005 г. издава първия си албум с групата, а през 2008 участва в един от първите хип-хоп лейбъли в Република Северна Македония – „Токсикологија“. През 2009 издава първия си солов албум – „Слаткаристика будало“.
След серия от успешни концерти в най-големите зали в Охрид, Щип, Струмица, Битоля и Скопие, Слаткаристика създава собствен лейбъл – ИНОВАТИВА и издава втория си солов албум „Новиот албум“. В края на 2014 г. става първият чуждестранен изпълнител, участвал в сериите ONE SHOT на Facing The Sun. Има няколко песни с български изпълнители - Young BB Young, Криско, група СкандаУ и Гери-Никол.